# Епархия Мелитены Армянской
Епархия Мелитены Армянской (лат. Eparchia Melitenaea Armenorum) — упразднённая епархия Армянской католической церкви и титулярная епархия Римско-Католической церкви.

## История
Епархия Мелитены Армянской была учреждена Римским папой Пием IX в 1861 году. В 1890 году численность верующих составляла около 3900 человек. В епархии Мелитены Армянской служило 8 священников. Во время геноцида в 1915 году большинство армян покинуло Малатью и епархия Мелитины Армянской прекратила своё существование. Последним епископом епархии был Микаэль Качадурян, который погиб во время геноцида.
С 1972 года епархия Мелитины Армянской является титулярной епархией Римско-Католической церкви.

## Ординарии епархии
- епископ Левон Куркуруни (7.04.1861 — 1897);
- епископ Микаэль Качадурян (6.02.1899 — 1915).

## Титулярные епископы
- епископ Нерсес Тайроян (1.10.1972 — 4.08.1986);
- епископ Jean Teyrouz ICPB[2](27.09.2000 — по настоящее время).

## Источник
- Annuario Pontificio, Libreria Editrice Vaticana, Città del Vaticano, 2003, стр. 852, ISBN 88-209-7422-3
- Pius Bonifacius Gams, Series episcoporum Ecclesiae Catholicae, Leipzig 1931, стр. 456  (лат.)